# Serromyia esakii
Serromyia esakii är en tvåvingeart som beskrevs av Tokunaga 1940. Serromyia esakii ingår i släktet Serromyia och familjen svidknott. Inga underarter finns listade i Catalogue of Life.